# Esther Neuenschwander
Esther Neuenschwander (Zurigo, 30 settembre 1983) è una giocatrice di curling svizzera.

## Carriera
Con la formazione composta da Silvana Tirinzoni, Alina Pätz e Melanie Barbezat ha vinto due Mondiali.

## Palmarès

### Mondiali
- Oro a Calgary 2021;
- Oro a Silkeborg 2019;

### Europei
- Argento a Tallinn 2018;
- Bronzo a Helsingborg 2019.